# Las (film 2014)
Las (rum. Padurea) – rumuńsko-serbski film dokumentalny z 2014 roku w reżyserii Sinișy Dragina. 

## Opis fabuły
W grudniu 1947 prezydent Jugosławii Josip Broz Tito przybył po raz pierwszy z oficjalną wizytą państwową do Rumunii. W czasie wizyty otrzymał w prezencie obraz rumuńskiego artysty Iona Andreescu "Las pozbawiony liści". W latach 60. młody krytyk sztuki Radu Bogdan podjął pracę nad monografią poświęconą postaci Iona Andreescu. W związku z tym zamierzał dokonać reprodukcji obrazu, który kiedyś otrzymał Tito. Kiedy otrzymał pozwolenie i na jego życzenie obraz zdjęto ze ściany znaleziono w nim ukryty mikrofon.
Losy obrazu stają się pretekstem do ukazania skomplikowanych relacji jugosłowiańsko-rumuńskich w okresie komunizmu i relacji między sztuką i polityką. 

## Obsada
- Dalia Bogdan
- Miča Ranković
- Milan Petrović
- Dragoș Alexandru

## Nagrody i nominacje
2014MFF Visions du Reel w Nyon
- nagroda za najbardziej innowacyjny dokument pełnometrażowy  − Sinișa Dragin

W maju 2015 film był prezentowany w ramach 8. Festiwalu Kultury Rumuńskiej w Krakowie.